# Bandera del Departamento de San José
La Bandera de San José, Uruguay, consta de dos mitades horizontales: la superior roja y la inferior azul. Entre medio de las franjas aparece el Sol de Mayo rodeado de 40 estrellas blancas.
La bandera fue creada por el artista Claudio Trinajtich, ganador de un concurso surgido de la iniciativa del edil Oscar Sánchez. Fue oficializada el 20 de septiembre de 1999, según la Resolución 2.803/99 de la Junta Departamental de San José.
Los colores corresponden a los de la Bandera de Artigas, también presente en el escudo del Departamento. El azul simboliza la República, mientras que el rojo representa la sangre derramada en defensa de la libertad. El Sol de Mayo es "el que da vida". Las cuarenta estrellas representan a las 40 familias provenientes de la Maragatería (España), fundadoras de la capital departamental. El formato de la bandera es 2:3, y se encuentra en todos los edificios gubernamentales del Departamento.
- Datos: Q3204391